# Barbula uruguensis
Barbula uruguensis là một loài Rêu trong họ Pottiaceae. Loài này được Paris mô tả khoa học đầu tiên năm 1894.